# 塞夫勒市镇
59°08′N 12°56′E / 59.133°N 12.933°E
塞夫勒市镇（瑞典語：Säffle kommun）是瑞典中西部韦姆兰省的一个市镇。其治所位于塞夫勒。